# Antonina Guelin
Antonina Guelin, née Antonia Chtchedrina le 19 juin 1904 à Saint-Pétersbourg et morte le 17 décembre 1988 est une médecin et microbiologiste française d'origine russe. Spécialiste des bactériophages des germes anaérobies, elle est à l'origine d'une méthode d'isolement de ces bactéries. La famille des Guelinviridae est nommée en son honneur.

## Biographie
Antonina Chtchedrina (ou Shedrina) naît le 19 juin 1904 à Saint-Pétersbourg. Elle entre en 1921 à la faculté de médecine de Moscou jusqu'à son doctorat de médecine en 1927. Elle occupe plusieurs postes en recherche à Moscou avant de s'installer en France, d'abord avec un poste du Collège de France, puis à l'Institut Pasteur et au CNRS. Elle travaille pour les besoins de ses études sur les bactériophages aquatiques dans plusieurs pays. 
En 1969, elle prend sa retraite mais continue à travailler sur ses recherches. Elle meurt le 17 décembre 1988 en préparant un terrain sur la Terre de feu.  

### Vie privée
Elle épouse en 1928 l'illustrateur scientifique français Marcel Guelin. 

## Travaux
Au début de sa carrière interne en gynécologie, elle étudie l'impact des compétitions sportives sur le système génital chez la femme et l'avortement. Puis, à l'Institut de morphogenèse expérimentale de Moscou, elle commence en 1929 des recherches sur les embryons de poulet, sous la direction de Vera Dantchakoff, puis entre en 1929 à l'Institut de cytologie de Moscou.
Après son départ en France en 1931, elle est employée par le Collège de France, où elle continue ses recherches sur les embryons de poulet. Puis en 1934, elle entre dans le service des anaérobies à l'Institut Pasteur dont elle étudie plusieurs souches de bactéries. Elle met alors au point une méthode d'isolement de ces bactéries. En 1941, elle est embauchée par le CNRS afin d'étudier les bactériophages que l'on trouve dans l'eau.

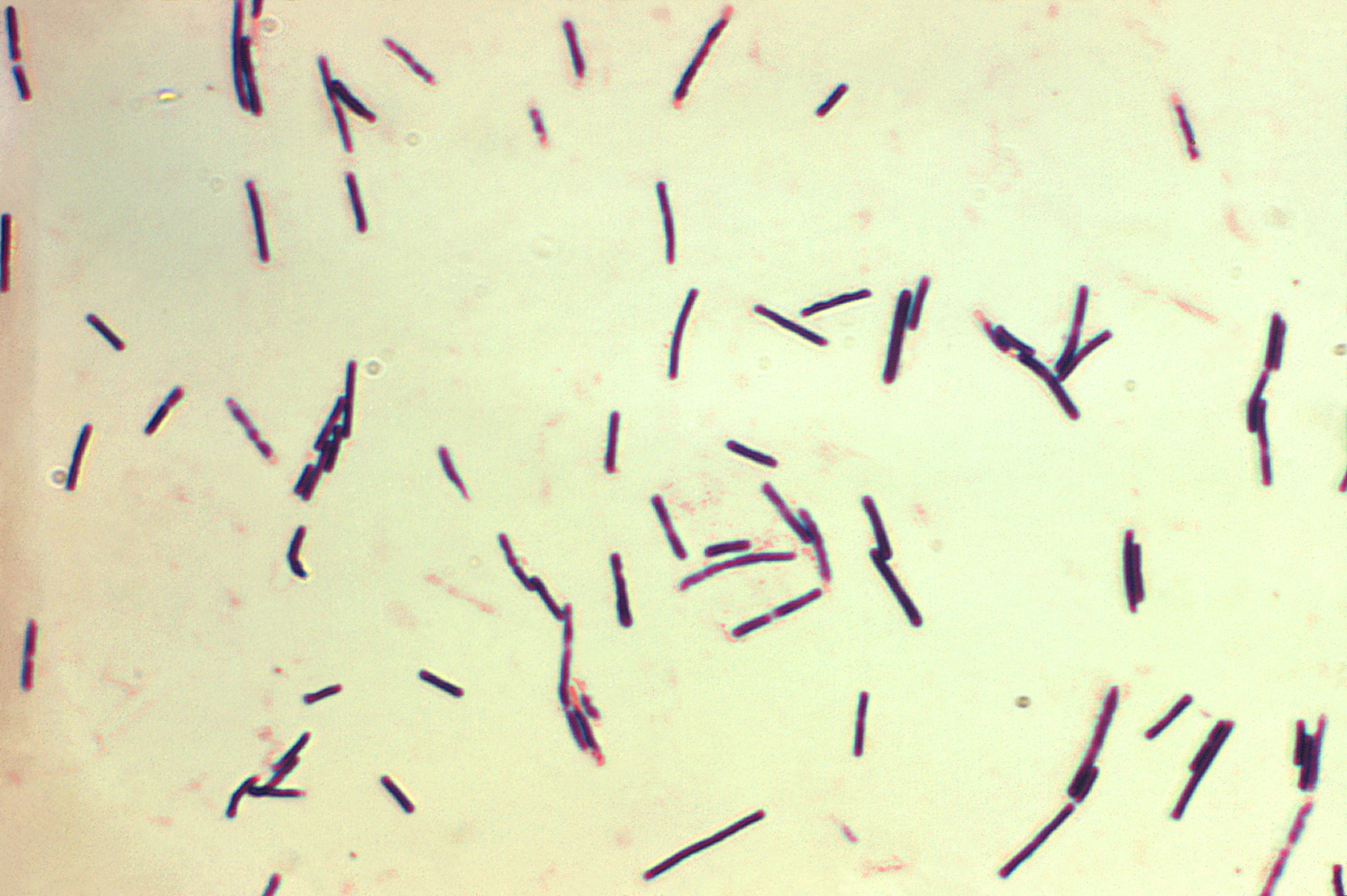
Clostridium perfringens.

En 1941, elle est assistante au sein du service de bactériophagie de l'Institut Pasteur où ses travaux montrent que les bactériophages sont un indicateur de l'état sanitaire de l'eau,. Elle s'intéresse notamment à Clostridium perfringens, dont elle participe à l'isolement en 1947, et à Clostridium histolyticum, isolée en 1949, ainsi qu'à l'auto-épuration des eaux douces par Bdellovibrio bacteriovorus dont elle devient spécialiste. Elle fréquente la station biologique marine de Banyuls-sur-Mer, celle de Roscoff, et fait plusieurs voyages d'étude au Royaume-Uni et en URSS. 

## Hommage et distinction
Prix de l'Académie de médecine en 1945 récompensant ses travaux sur les bactériophages aquatiques ;
Une famille de bactériophages infectant les Clostridium, les Guelinviridae, est nommée en son honneur.

## Publications
- (en) Antonina Guelin, « Un nouveau microorganisme prédateur actif des bactéries Gram-positives », Internationale Vereinigung für theoretische und angewandte Limnologie: Verhandlungen,‎ 1er janvier 1973 (ISSN 0368-0770, DOI 10.1080/03680770.1973.11899609, lire en ligne, consulté le 8 février 2025)
- Antonina Guelin, Pierre Lepine et Louis Cabioch, « Microprédateurs bactériens dans la défense des eaux marines ou douces », Journal français d’hydrologie, no 15,‎ 1974, p. 11–18 (ISSN 0335-9581 et 2777-3701, DOI 10.1051/water/197415011, lire en ligne, consulté le 8 février 2025)
- « Rôle des germes parasites des bactéries pathogènes dans l'autoépuration des eaux », Bulletin français de pisciculture,‎ 30 juin 1969 (lire en ligne )